# Bem Bom (filme)
Bem Bom é um drama português realizado por Patrícia Sequeira e protagonizado por Bárbara Branco, Lia Carvalho, Carolina Carvalho e Ana Marta Ferreira. A estreia em Portugal estava originalmente planeada para 26 de novembro de 2020 mas, devido à pandemia de COVID-19, foi adiada para dia 8 de julho de 2021.

## Sinopse
O filme é baseado na vida e carreira das Doce, uma banda pop que existiu em Portugal na década de 1980.

## Elenco
- Bárbara Branco como Fátima Padinha
- Lia Carvalho como Teresa Miguel
- Carolina Carvalho como Lena Coelho
- Ana Marta Ferreira como Laura Diogo
- Hélder Agapito como Mike Sergeant
- José Mata como Jorge Hipólito
- Ana Padrão
- José Raposo como Carlos Coelho
- Pedro Lamares
- Pedro Moldão
- Cucha Carvalheiro
- Roberto Rodrigues
- Eduardo Breda
- Tiago Delfino
- Cristina Cavalinhos
- Sara Carinhas como Cristina
- Figueira Cid
- José Eduardo como marido da dona Aurora[2]